# Страус в геральдике
Стра́ус — естественная негеральдическая гербовая фигура.
Европейские геральдисты усматривали в эмблеме страуса символ повиновения подданных, эмблему справедливости.  Поскольку перья страусов имеют одинаковую длину, их использовали, как символ справедливости.

## История
В австралийском гербе страус Эму является щитодержателем, вместе с кенгуру. Эмблема страуса используется в территориальной геральдике городов: Мниховице, Штраусберг, венгерского графства Ваш и других.
В русской геральдике эмблема страуса применения не нашла, за исключением выходящего страуса с распростёртыми крыльями в нашлемнике герба дворянского рода Бестужевы.

## Страусовые перья
Перья страуса самая распространённая эмблема в нашлемниках, особенно в германских и английских гербах, откуда она перекочевала в польскую, а после в русскую геральдику. С 1346 года они украшали герб принца Уэльского. В битве при Креси на стороне англичан сражался король Богемии, на шлеме которого колыхались три страусовых пера, рядом с девизом: "Я служу".
В наполеоновской геральдике шлемовые короны были заменены на систему шляп, в которой количество страусовых перьев соответствовало титулу владельца: шевалье носил одно, бароны — три, графы — пять, а герцоги — семь перьев.

## Блазонирование
Если изображение было серебряным в чёрном поле, сокрытие полученного ущерба. Если в клюве находилась конская подкова, то это символизировало ненасытность и жадность, как в гербе города Леобена. Как правило страус изображается в «закрытой» позе (стоит на одной ноге, с поджатою другой).
Количество перьев в нашлемниках не определено, но оно должно быть нечётным. По геральдическим правилам крайние перья должны быть в цвет гербового щита, но чаще все перья изображаются — серебряными. Некоторые дворяне добавляли в нашлемник количество перьев, по количеству сыновей в роду (только нечётное число).

Польский дворянский герб Труйстржаль с тремя страусовыми перьями на нашлемнике